# Steendijkpolder (métro de Rotterdam)
Steendijkpolder est une ancienne gare ferroviaire devenue station de la ligne B du métro de Rotterdam. Elle est située dans la commune de Maassluis, à proximité de Rotterdam aux Pays-Bas.

## Situation sur le réseau

Plan du métro.

Établie en surface, Steendijkpolder, est une station de passage de la ligne B du métro de Rotterdam. Elle est située entre la station Maassluis-West, en direction terminus nord Nesselande, et la station Hoek van Holland-Haven, terminus de la ligne B,,.
Elle dispose des trois voies de la ligne et trois quais dont un central.